# 加藤正治 (軍人)
加藤 正治（かとう しょうじ、1912年（明治45年） - 1941年（昭和16年）9月6日）は、大日本帝国陸軍の軍人、戦闘機操縦者でエース・パイロット。最終階級は陸軍准尉、死後少尉。ノモンハン航空戦のエースの一人として知られる。

## 経歴
愛知県出身。1933年（昭和8年）、現役兵として飛行第1連隊に入営、のち1936年（昭和11年）3月所沢飛行学校にて第55期下士操縦学生卒業後、ハルビンの飛行第11連隊第4中隊（連隊長：加藤尹義大佐、中隊長：新藤常右衛門大尉）に配属される。
第一次ノモンハン事件勃発時、1939年（昭和14年）5月23日、上級部隊の第12飛行団に出動命令が下される。第11戦隊で出動したのは第1、第3中隊（約20機）であったが、加藤も連隊長・野口雄次郎大佐僚機として派遣された。以降、6月10日に一旦原駐地帰還命令がでるまで制空爆撃機支援を行った。
6月19日に再度派遣命令が下ると23日に採塩所飛行場に前進、同日より戦闘に入る。翌24日、中隊長岩橋譲三大尉指揮下で出撃、ボイル湖東方にてソ連機60機と会敵し、6機を単独撃墜。
9月1日、第4中隊は第1戦隊（長：加藤敏雄中佐）第3中隊に改編される。15日のタムスク攻撃には不参加。同日停戦までの撃墜数は23機。
1940年12月、少尉候補者第21期生として内地に帰還し、航空士官学校入校。翌年7月29日卒業して原隊復帰するも、少尉任官を目前にして関特演で展開中に勃利飛行場にて訓練中に事故死。29歳没。
細い体に優しい性格の持ち主であったが、運動神経は抜群で視力2.0、射撃技術に恵まれていたという。